# Alan Ferguson
Alan Ferguson  (1943–) skót nemzetközi labdarúgó-játékvezető.

## Pályafutása

### Nemzeti játékvezetés
Játékvezetői vizsgáját követően lakóterületének Labdarúgó-szövetsége által üzemeltetett labdarúgó bajnokságokban kezdte sportszolgálatát. A Skót Labdarúgó-szövetség Játékvezető Bizottságának (JB) minősítésével a 2. Liga, majd a Scottish Premiership játékvezetője. A nemzeti játékvezetéstől 1987-ben visszavonult.

### Nemzetközi játékvezetés
A Skót labdarúgó-szövetség JB terjesztette fel nemzetközi játékvezetőnek, a Nemzetközi Labdarúgó-szövetség (FIFA) 1984-től tartotta nyilván bírói keretében. A FIFA JB központi nyelvei közül az angolt beszéli. Több nemzetek közötti válogatott, valamint UEFA-kupa klubmérkőzést vezetett, vagy partbíróként segítette működő társát. A skót nemzetközi játékvezetők rangsorában, a világbajnokság-Európa-bajnokság sorrendjében többedmagával a 30. helyet foglalja el 1 találkozó szolgálatával. A nemzetközi játékvezetéstől 1987-ben búcsúzott. Válogatott mérkőzéseinek száma: 2.

#### Labdarúgó-Európa-bajnokság
Az 1988-as labdarúgó-Európa-bajnokságon az UEFA JB játékvezetőként foglalkoztatta.
| Időpont              | Helyszín                    | Mérkőzés típusa           | Mérkőzés             | Eredmény | Nézők száma |
| -------------------- | --------------------------- | ------------------------- | -------------------- | -------- | ----------- |
| 1986. szeptember 10. | Laugardalsvöllur, Reykjavík | előselejtező (3. csoport) | Izland–Franciaország | 0 – 0    | 13 758      |

#### Nemzetközi kupamérkőzések

##### Bajnokcsapatok Európa-kupája
| Időpont          | Helyszín                 | Mérkőzés típusa | Mérkőzés                            | Eredmény |
| ---------------- | ------------------------ | --------------- | ----------------------------------- | -------- |
| 1985. október 2. | Tallaght Stadion, Dublin | első forduló    | Shamrock Rovers FC–Budapesti Honvéd | 1 – 3    |